# سرزمین قبل از تاریخ ۱۰: مهاجرت گردن درازها
سرزمین قبل از تاریخ ۱۰: مهاجرت بزرگ گردن درازها (انگلیسی: The Land Before Time X: The Great Longneck Migration) یک فیلم ویدئویی آمریکایی پویانمایی در ژانر ماجراجویی، موزیکال و فیلم درام محصول سال ۲۰۰۳ میلادی است.